# Free Software Song

Partition de la Free Software Song

La Free Software Song (Chanson du logiciel libre) est une chanson écrite en anglais par Richard Stallman pour faire la promotion des logiciels libres. La mélodie est empruntée à une chanson bulgare intitulée Sadi Moma (en).
Stallman raconte l'avoir écrite pendant une convention de science-fiction, lors d'une session de filk music, alors qu'il attendait son tour pour chanter.
La chanson est utilisée non seulement par les supporters de Stallman comme un hymne (elle est par exemple interprétée lors d'interventions de Stallman dans des conférences), mais aussi par ses détracteurs comme une démonstration de leurs critiques (Jamie Zawinski l'a ainsi présentée comme une « preuve de pourquoi la coopération avec [Stallman] est impossible »).

## Paroles
Les paroles opposent les hoarders (ceux qui amassent de l'argent), supposés néfastes et égoïstes, aux hackers, présentés sous un jour favorable, et invités à rejoindre le mouvement du libre pour partager le logiciel et se débarrasser des licences propriétaires.
Les paroles sont distribuées avec une notice de copyright (en) indiquant la date de 1993, et autorisant leur diffusion à condition qu'elles ne soient pas modifiées (« verbatim ») et que la notice soit préservée.
Elles ont été traduites dans différentes langues, disponibles sur le site du projet GNU : le français par Emily Kanzari et Richard Stallman, l'allemand par Patrick Trettenbrein, le catalan, l'espagnol, le coréen, le chinois simplifié, et le chinois traditionnel. Fabio Zuchella en propose également une version en italien (Canzone del software libero) dans la traduction qu'il a faite de l'ouvrage The Hacker Ethic de Pekka Himanen qui reproduisait les paroles,.

## Versions, utilisations et reprises
Il existe un célèbre enregistrement de Stallman interprétant sa chanson le premier jour du GNU Technical Seminar qui s'est tenu à Tokyo les 2 et 3 décembre 1992,.
La chanson a été reprise par différentes personnes ou formations, notamment par le groupe Fenster dans une version rap, par Jono Bacon dans une version heavy metal, par Matthew Loper dans un remix techno, par le groupe australien Pink Stainless Tail. Elle est également interprétée par le groupe The GNU/Stallmans pendant le générique du documentaire Revolution OS en 2001,.